# The Strumbellas
The Strumbellas és un grup de música del Canadà. Crea cançons del gènere country alternatiu, indie rock i folk gòtic. Es va crear el 2008 a Toronto. El 2012, el grup, un sextet, va publicar un primer àlbum My Father and The Hunter, escrit pel cantautor i guitarrista Simon Ward i produït per Cone McCaslin. La força del grup rau en melodies «fortes». Després d'èxits al Canadà, van sobresortir a l'internacional amb la cançó «Spirits» el 2016.
Obres destacades
- My Father and The Hunter (2012)
- We Still Move on Dance Floors (2013)
- Hope (2016) amb l'èxit «Spirits»[5]
- Rattlesnake (2019)
- Part Time Beliver (2024)